# Diante do Trono
Diante do Trono, par extension Ministério de Louvor Diante do Trono, abrégé DT, est un groupe de musique contemporaine chrétienne brésilien, originaire de Belo Horizonte. Le groupe est dirigé par Ana Paula Valadão.

## Biographie

### Débuts
Le groupe est formé à l'Église baptiste de Lagoinha en 1997. Ils enregistrent leur premier album, Diante do Trono en 1998. En 2000, le groupe a fondé une maison pour jeunes filles en Inde afin, disent-ils, de lutter contre la prostitution.
Leur album Preciso de Ti est sorti en 2001 et devenu le plus vendu de toute l'histoire de la musique gospel au Brésil avec plus de 2 millions d'exemplaires vendus. En 2003, ils enregistrent Quero Me Apaixonar, à São Paulo. 
En 2008, Diante do Trono a été honoré lors de Programa Raul Gil, célèbre émission de télévision brésilienne de canal SBT, pour leur participation dans la musique gospel.

### Hors du Brésil
Au début de 2014, le groupe se prépare à enregistrer son dix-septième album, et son premier enregistrement live en dehors du Brésil, le lieu choisi étant Israël. Le nom du projet est Tetelestai. Le 15 mai, les enregistrements s'effectuent près du tombeau du jardin et au mont des Oliviers.  Après les enregistrements, Diante do Trono effectue une tournée internationale à travers l'Europe, passant par des pays comme le Portugal, le Royaume-Uni, la Belgique, l'Allemagne, la Finlande et la France. Le groupe publie, entretemps, son deuxième album en finnois, Läpimurto, qui comprend des chansons des albums de Creio, Renovo et Tu Reinas en finnois. Un chœur d'une centaine de voix a accompagné le groupe en chants, dans les escaliers parlementaires. Le 12 août, le deuxième album en partenariat avec Gateway Worship, intitulé Deus Reina, est enregistré à l'église baptiste de Lagoinha ; des membres de l'église Gateway étaient également présents l'enregistrement,,,.
En 2018, le groupe a ouvert un centre d'hébergement pour les victimes de la prostitution en Inde.

## Discographie
Diante do Trono a sorti 19 albums.
- Diante do Trono (1998)
- Exaltado (2000)
- Águas Purificadoras (2000)
- Preciso de Ti (2001)
- Nos Braços do Pai (2002)
- Quero Me Apaixonar (2003)
- Esperança (2004)
- Ainda Existe Uma Cruz (2005)
- Por Amor de Ti, Oh Brasil (2006)
- Príncipe da Paz (2007)
- A Canção do Amor (2008)
- Tua Visão (2009)
- Aleluia (2010)
- Sol da Justiça (2011)
- Creio (2012)
- Tu Reinas (2014)
- Tetelestai (2015)
- Deserto de Revelação (2017)
- Outra Vez (2019)

Serie Crianças Diante do Trono
- Crianças Diante do Trono (2002)
- Amigo de Deus (2003)
- Quem é Jesus? (2004)
- Vamos Compartilhar (2005)
- Arca de Noé (2006)
- Samuel, O Menino Que Ouviu Deus (2007)
- Para Adorar ao Senhor (2008)
- Amigos do Perdão (2010)
- Davi (2012)
- Renovo Kids (2015)
- DT Babies (2016)

Compilations et spéciaux
- Brasil Diante do Trono (2002)
- In the Father's Arms (2006)
- En los Brazos del Padre (2006)
- Sem Palavras (2006)
- Tempo de Festa (2007)
- Com Intensidade (2008)
- Renovo (2013)
- Imersão (2016)
- Imersão 2 (2017)
- Eu e a Minha Casa (2018)
- Imersão 3 (2019)

Partenariats
- Aclame ao Senhor (avec Hillsong Worship) (2000)
- Shalom Jerusálem (avec Paul Wilbur) (2000)
- Glória a Deus (avec Gateway Worship) (2012)
- Global Project: Português (avec Hillsong Worship) (2012)
- Deus Reina (avec Gateway Worship) (2015)
- Pra Sempre Teu (avec Gateway Worship) (2016)
- Muralhas (avec Gateway Worship) (2017)

Serie CTMDT
- Viver Por Ti (2006)
- Não Haverá Limites (2009)
- Tu És Tudo Pra Mim (2012)
- Dependente (2017)

Serie Nations Before the Throne
- Suomi Valtaistuimen Edessä (2012)
- Läpimurto (2014)
- Deutschland Vor Dem Thron (2015)

## Récompenses
En 2004, le groupe a remporté 7 Troféu Talento, un prix qui récompense la musique chrétienne brésilienne .